# Constitution de l'Alsace-Lorraine
La loi du 31 mai 1911 sur la constitution de l'Alsace-Lorraine (en allemand : Gesetz über die Verfassung Elsaß-Lothringen vom 31. Mai 1911) est une loi de l'Empire allemand qui révise la Constitution impériale et modifie le statut particulier de l'Alsace-Lorraine au sein de l'État fédéral.